# Glover's Reef
Glover's Reef è uno dei tre atolli corallini situati al largo delle coste del Belize.
Il nome dell'atollo deriva dal bucaniere britannico John Glover che scelse queste isole come base d'appoggio per i suoi attacchi alle navi spagnole.
Nel 1993, con l'istituzione della Glover's Reef Marine Reserve gran parte dell'atollo è stato dichiarato riserva marina, la riserva fa parte, insieme ad altri sette siti (parchi naturali e riserve marine) del paese, del Belize Barrier Reef Reserve System incluso dal 1996 nella lista del Patrimonio dell'Umanità dell'UNESCO.